# Кантуниль (муниципалитет)
Кантуни́ль (исп. Kantunil) — муниципалитет в Мексике, штат Юкатан, с административным центром в одноимённом посёлке. Численность населения, по данным переписи 2010 года, составила 5502 человека.

## Общие сведения
Название Kantunil с майянского языка можно перевести как место жёлтых камней, где Kan — жёлтый, и Tun — камень.
Площадь муниципалитета равна 200 км², что составляет 0,5 % от общей площади штата, а максимальная высота равна 20 метрам над уровнем моря.
Он граничит с другими муниципалитетами Юкатана: на севере с Исамалем, на востоке с Суцалем, на юге с Сотутой, и на западе с Хухи и Шокчелем.

## Учреждение и состав
Муниципалитет был образован в 1910 году, в его состав входит 8 населённых пунктов, самые крупные из которых:
| Код INEGI                  | Населённый пункт                                                                   | Численность населения (2005 год) | Численность населения (2010 год) |
| -------------------------- | ---------------------------------------------------------------------------------- | -------------------------------- | -------------------------------- |
| 042                        | Всего                                                                              | 5362                             | 5502                             |
| 0001                       | Кантуниль (исп. Kantunil) 20°47′45″ с. ш. 89°02′05″ з. д. (административный центр) | 3428                             | 3491                             |
| 0002                       | Холька (исп. Holcá) 20°45′21″ с. ш. 88°55′49″ з. д.                                | 1916                             | 1988                             |
| 0042                       | Сан-Фелипе (исп. San Felipe) 20°47′35″ с. ш. 89°01′09″ з. д.                       | 6                                | 5                                |
| —                          | Прочие                                                                             | 12                               | 18                               |
| Названия на карте Генштаба |                                                                                    |                                  |                                  |

## Экономика
По статистическим данным 2000 года, работоспособное население занято по секторам экономики в следующих пропорциях:
- сельское хозяйство и скотоводство — 47,3 %;
- торговля, сферы услуг и туризма — 26,3 %;
- производство и строительство — 24,8 %;
- безработные — 1,6 %.

## Инфраструктура
По статистическим данным 2010 года, инфраструктура развита следующим образом:
- протяжённость дорог: 142,9 км;
- электрификация: 96,9 %;
- водоснабжение: 98,7 %;
- водоотведение: 58,5 %.

## Достопримечательности
В муниципалитете можно посетить церковь Девы Марии, построенную в XVII веке, а также археологический памятник цивилизации майя — руины Колоба.

## Фотографии

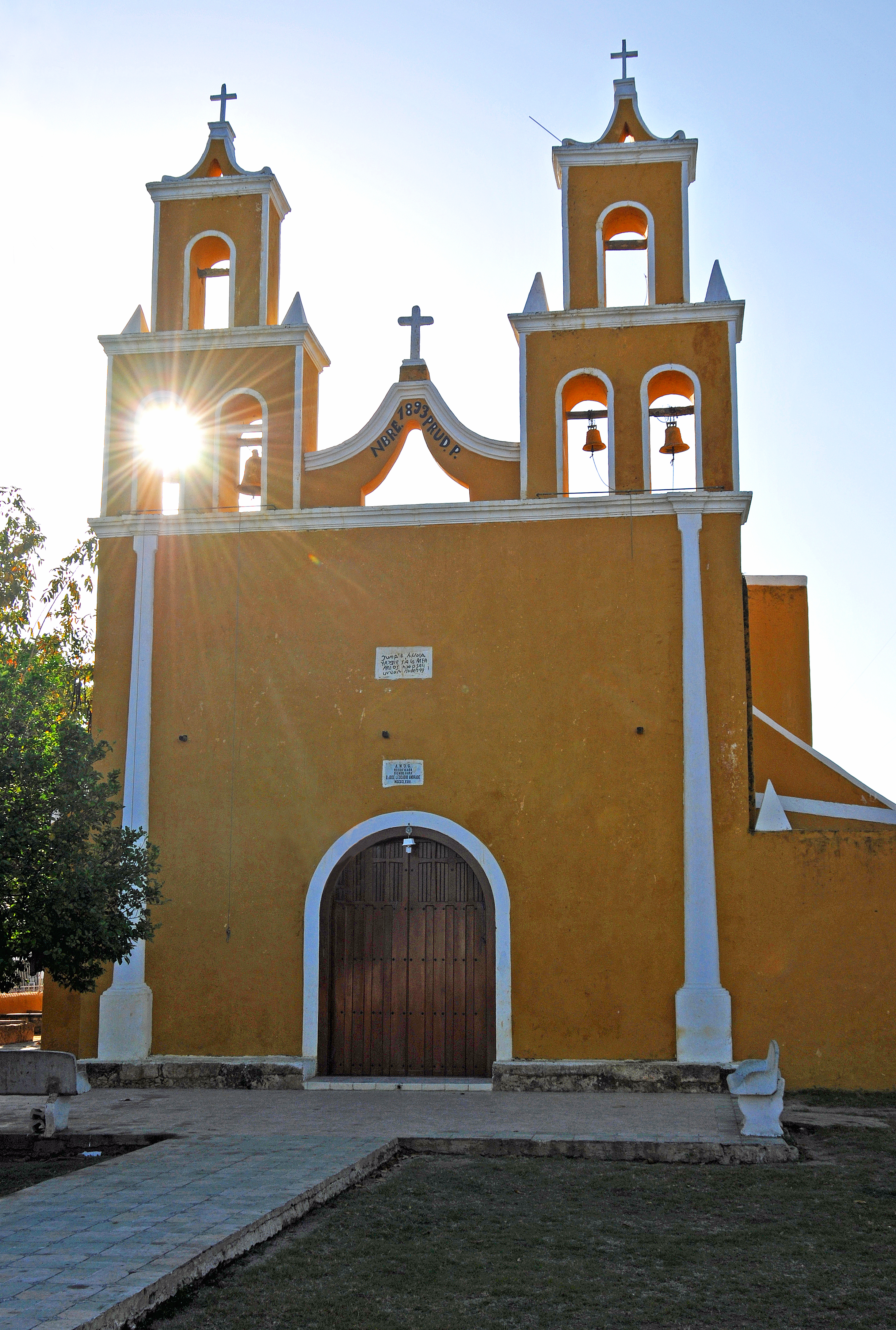
Церковь в Кантуниле
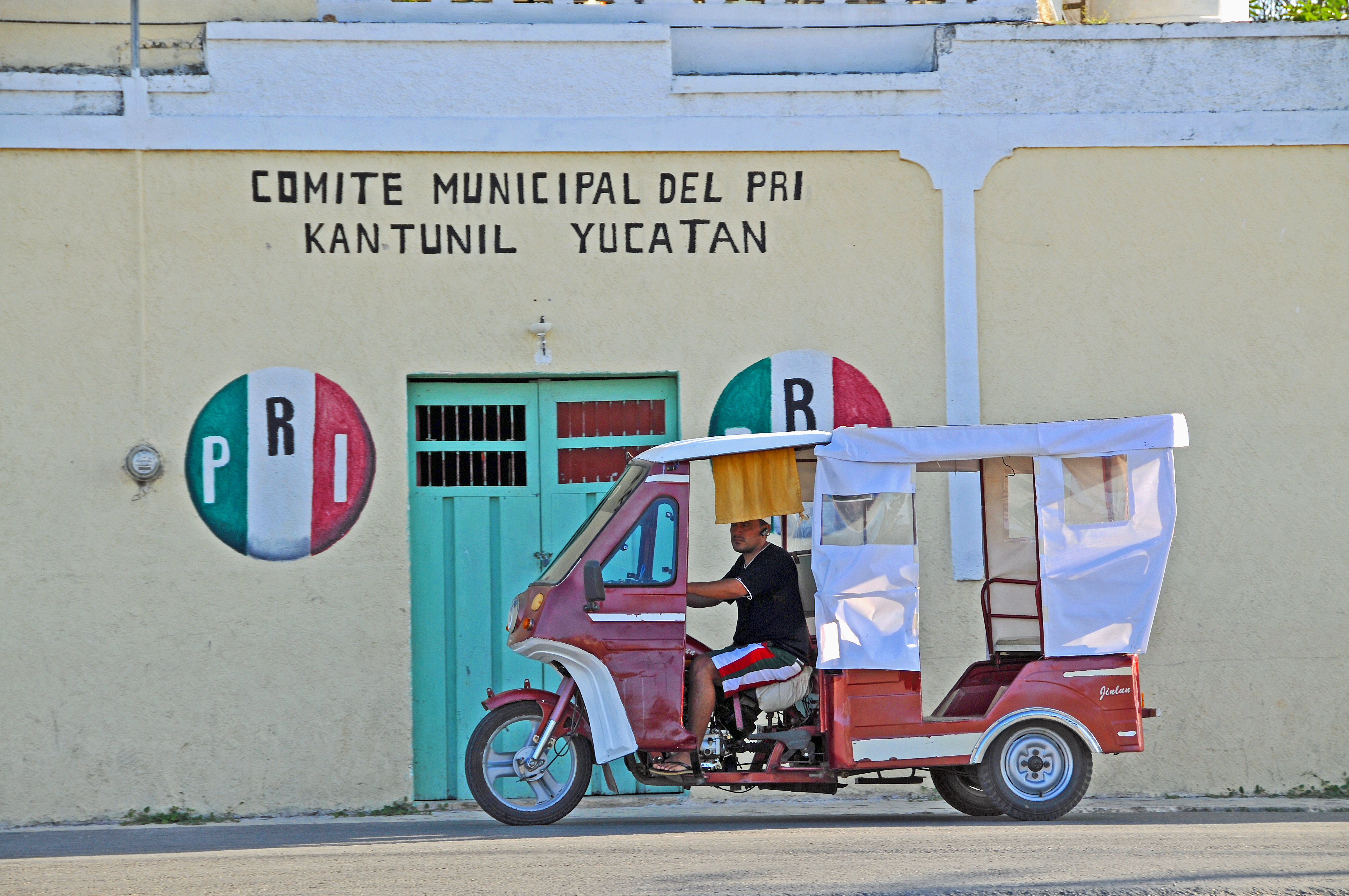
Транспорт в Кантуниле